# Käthe Windscheid
Katharina "Käthe" Windscheid (Múnic, 28 d'agost de 1859 - Leipzig, 11 de març de 1943) va ser una activista alemanya pels drets de les dones i pionera de l'educació femenina. El 1895 es va convertir en la primera dona a Alemanya a rebre el doctorat per a una tesi acadèmica.

## Biografia
Katharina Charlotte Friederike Auguste Windscheid va néixer a Múnic, on el seu pare, el distingit jurista Bernhard Windscheid, va ensenyar a la universitat entre 1858 i 1871. Els seus pares s'havien casat el 4 de novembre de 1858. La seva mare era l'artista Auguste Eleanore Charlotte "Lotte" Pochhammer (1830-1918). Hi havia tres germans menors, inclòs Franz Winscheid (1862-1910) que també es convertiria en pioner en el seu camp escollit: era neuròleg.